# Jesper Housgaard
Jesper Housgaard (født 16. oktober 1982 i Køge) er den organisatoriske næstformand for Kristendemokraterne. Han har været aktiv i politik i over 20 år og er bosiddende på Nørrebro i København.